# Inciona
Inciona est une déesse celtique peu connue de la zone des Trévires. Son nom est inscrit sur deux inscriptions votives aux Luxembourg. Elle y est associée au dieu Veraudunus, probablement son conjoint.

## Les Inscriptions
- La première inscription se trouve sur une plaquette de bronze (IAL 136). Sur celle-ci, la déesse est associée à Lenus Mars et à Veraudunus.
- La seconde inscription se trouve sur une plaque en grès (Finke 69) découverte en 1915. La déesse y est associée au culte de la maison impériale et à Veraudunus.